# Simona Frasca
Simona Frasca (Napoli, 26 maggio 1969) è una scrittrice e saggista italiana.

## Biografia
Musicologa e critica musicale, insegna Etnomusicologia presso l'Università degli Studi di Napoli "Federico II". Ha scritto sulla storia sociale della musica, sul free jazz e sull'inizio dell'era discografica con riguardo alla produzione popolare e l'emigrazione italiana in Nord America. Si interessa dei modelli di produzione e di consumo e dei rapporti inter-generazionali attraverso la musica, dei circuiti di distribuzione transnazionali, e in particolare dello scenario underground legato alla cultura pop. È giornalista free lance (il manifesto, Alias, Rumore, Il Giornale della Musica) e in questa veste ha pubblicato reportage sulla musica riprodotta e sui nuovi scenari musicali del panorama indipendente americano e europeo. È stata membro della commissione dell'Archivio storico della canzone napoletana di Radio Rai. Attualmente fa parte del Centro Studi Canzone Napoletana dell'Università degli studi di Napoli Federico II e della Fondazione Roberto Murolo. Ha ricevuto la menzione speciale per la categoria saggistica alla 69ma edizione del Premio Napoli con il suo "Mixed by Erry, la storia dei fratelli Frattasio".

## Opere
- Norah Jones, Piano Girl, Roma, Arcana Editore, 2004. ISBN 88-7966-362-3.
- Birds Of Passage: i musicisti napoletani a New York (1895-1940)[2], Lucca, LIM, 2010. ISBN 978-88-7096-585-8.
- Italian Birds of Passage, New York, Palgrave Macmillan, 2014. ISBN 978-1-137-32241-8. [3]
- Mixed by Erry, la storia dei fratelli Frattasio, Napoli, ad est dell'equatore, 2023. ISBN 978-88-3138-330-1. [4]